# Campeonato Catarinense de Futebol de 2021 - Série A
O Campeonato Catarinense de Futebol da Série A de 2021, ou Catarinense 2021, foi a 96ª edição da principal divisão do futebol catarinense.  O número de clubes participantes foi aumentado para 12.
Foi decidido que o campeonato ocorrerá sem público até que haja uma diminuição considerável dos casos de COVID-19.
No dia 3 de março, a Federação Catarinense emitiu um comunicado que suspendia o campeonato por 15 dias, a partir do dia 4 de março, devido ao agravamento da situação da pandemia de COVID-19 em Santa Catarina.
Em reunião com os representantes dos times do Campeonato Catarinense no dia 5 de março, ficou decidido que durante a paralisação do campeonato, seriam realizadas as partidas atrasadas das 2º e 3º rodadas. O formato de disputa continuaria o mesmo, desde que a FCF consiga duas datas reservadas para competições da CONMEBOL. Em situação de não conseguir essas duas datas, ficou decidido que as fases quartas de final e semifinal serão disputadas em jogos únicos. Atualmente elas são disputadas em sistema de ida e volta. 
O campeonato foi retomado normalmente após o período de paralisação.

## Regulamento
Conforme a forma aprovada, o Catarinense Série A 2021 será disputado em quatro fases: inicial, quartas de finais, semifinais e finais. Na 1ª fase os clubes se enfrentarão no sistema de pontos corridos somente em turno. Após as onze rodadas os oito primeiros colocados estarão classificados para 2ª Fase – quartas de finais. O 1º colocado enfrentará o 8º, o 2º encara o 7º, o 3º colocado pegará o 6º e o 4º colocado enfrentará o 5º classificado.
A partir da 2ª fase das equipes classificadas se enfrentarão no sistema de confronto eliminatório, em jogos de ida e volta, com o mando de campo da segunda partida para a equipe melhor classificada. Nas fases de confronto eliminatório os critérios serão: número de pontos, saldo de gols e decisão por pênaltis. O campeão e o vice disputarão a Copa do Brasil de 2022.

### Rebaixamento
Com a nova forma de disputa do Catarinense Série A, para 2021 dois clubes serão rebaixados. As equipes que após a 1ª fase ficarem na 11ª e 12ª posições estarão automaticamente rebaixadas, e disputarão a Série B de 2022.

## Equipes participantes
| Equipe        | Cidade         | Em 2020      | Estádio                  | Capacidade | Títulos (Último) |
| ------------- | -------------- | ------------ | ------------------------ | ---------- | ---------------- |
| Avaí          | Florianópolis  | 5º           | Ressacada                | 17 800     | 17 (2019)        |
| Figueirense   | Florianópolis  | 6º           | Orlando Scarpelli        | 19 584     | 18 (2018)        |
| Brusque       | Brusque        | 2º           | Augusto Bauer            | 5 000      | 1 (1992)         |
| Chapecoense   | Chapecó        | 1º           | Arena Condá              | 20 089     | 7 (2020)         |
| Criciúma      | Criciúma       | 3º           | Heriberto Hülse          | 19 225     | 10 (2013)        |
| Hercílio Luz  | Tubarão        | 2° (Série B) | Aníbal Costa             | 3 570      | 2 (1958)         |
| Joinville     | Joinville      | 8º           | Arena Joinville          | 20 160     | 12 (2001)        |
| Juventus      | Jaraguá do Sul | 4º           | João Marcatto            | 10 270     | 0                |
| Marcílio Dias | Itajaí         | 7º           | Gigantão das Avenidas    | 6 010      | 1 (1963)         |
| Metropolitano | Blumenau       | 3° (Série B) | Hermann Aichinger        | 6 000      | 0                |
| Próspera      | Criciúma       | 1° (Série B) | Heriberto Hülse          | 19 225     | 0                |
| Concórdia     | Concórdia      | 9º           | Domingos Machado de Lima | 5 000      | 0                |

## Estádios
| Avaí | Brusque | Chapecoense | Concórdia                |
| --- | --- | --- | ------------------------ |
| Ressacada | Augusto Bauer | Arena Condá | Domingos Machado de Lima |
| Capacidade: 17 800 | Capacidade: 5 000 | Capacidade: 20 089 | Capacidade: 5 000        |
| | | |                          |
| Criciúma | \| Florianópolis Florianópolis: Avaí Figueirense Criciúma Criciúma: Criciúma Próspera Hercílio Luz Concórdia Brusque Chapecoense Juventus de Jaraguá Marcílio Dias Metropolitano JoinvilleLocalização da sede dos clubes no estado. \| | \| Florianópolis Florianópolis: Avaí Figueirense Criciúma Criciúma: Criciúma Próspera Hercílio Luz Concórdia Brusque Chapecoense Juventus de Jaraguá Marcílio Dias Metropolitano JoinvilleLocalização da sede dos clubes no estado. \| | Figueirense              |
| Heriberto Hülse | \| Florianópolis Florianópolis: Avaí Figueirense Criciúma Criciúma: Criciúma Próspera Hercílio Luz Concórdia Brusque Chapecoense Juventus de Jaraguá Marcílio Dias Metropolitano JoinvilleLocalização da sede dos clubes no estado. \| | \| Florianópolis Florianópolis: Avaí Figueirense Criciúma Criciúma: Criciúma Próspera Hercílio Luz Concórdia Brusque Chapecoense Juventus de Jaraguá Marcílio Dias Metropolitano JoinvilleLocalização da sede dos clubes no estado. \| | Orlando Scarpelli        |
| Capacidade: 19 225 | \| Florianópolis Florianópolis: Avaí Figueirense Criciúma Criciúma: Criciúma Próspera Hercílio Luz Concórdia Brusque Chapecoense Juventus de Jaraguá Marcílio Dias Metropolitano JoinvilleLocalização da sede dos clubes no estado. \| | \| Florianópolis Florianópolis: Avaí Figueirense Criciúma Criciúma: Criciúma Próspera Hercílio Luz Concórdia Brusque Chapecoense Juventus de Jaraguá Marcílio Dias Metropolitano JoinvilleLocalização da sede dos clubes no estado. \| | Capacidade: 19 584       |
| | \| Florianópolis Florianópolis: Avaí Figueirense Criciúma Criciúma: Criciúma Próspera Hercílio Luz Concórdia Brusque Chapecoense Juventus de Jaraguá Marcílio Dias Metropolitano JoinvilleLocalização da sede dos clubes no estado. \| | \| Florianópolis Florianópolis: Avaí Figueirense Criciúma Criciúma: Criciúma Próspera Hercílio Luz Concórdia Brusque Chapecoense Juventus de Jaraguá Marcílio Dias Metropolitano JoinvilleLocalização da sede dos clubes no estado. \| |                          |
| Hercílio Luz | \| Florianópolis Florianópolis: Avaí Figueirense Criciúma Criciúma: Criciúma Próspera Hercílio Luz Concórdia Brusque Chapecoense Juventus de Jaraguá Marcílio Dias Metropolitano JoinvilleLocalização da sede dos clubes no estado. \| | \| Florianópolis Florianópolis: Avaí Figueirense Criciúma Criciúma: Criciúma Próspera Hercílio Luz Concórdia Brusque Chapecoense Juventus de Jaraguá Marcílio Dias Metropolitano JoinvilleLocalização da sede dos clubes no estado. \| | Joinville                |
| Aníbal Costa | \| Florianópolis Florianópolis: Avaí Figueirense Criciúma Criciúma: Criciúma Próspera Hercílio Luz Concórdia Brusque Chapecoense Juventus de Jaraguá Marcílio Dias Metropolitano JoinvilleLocalização da sede dos clubes no estado. \| | \| Florianópolis Florianópolis: Avaí Figueirense Criciúma Criciúma: Criciúma Próspera Hercílio Luz Concórdia Brusque Chapecoense Juventus de Jaraguá Marcílio Dias Metropolitano JoinvilleLocalização da sede dos clubes no estado. \| | Arena Joinville          |
| Capacidade: 3 570 | \| Florianópolis Florianópolis: Avaí Figueirense Criciúma Criciúma: Criciúma Próspera Hercílio Luz Concórdia Brusque Chapecoense Juventus de Jaraguá Marcílio Dias Metropolitano JoinvilleLocalização da sede dos clubes no estado. \| | \| Florianópolis Florianópolis: Avaí Figueirense Criciúma Criciúma: Criciúma Próspera Hercílio Luz Concórdia Brusque Chapecoense Juventus de Jaraguá Marcílio Dias Metropolitano JoinvilleLocalização da sede dos clubes no estado. \| | Capacidade: 20 160       |
| | \| Florianópolis Florianópolis: Avaí Figueirense Criciúma Criciúma: Criciúma Próspera Hercílio Luz Concórdia Brusque Chapecoense Juventus de Jaraguá Marcílio Dias Metropolitano JoinvilleLocalização da sede dos clubes no estado. \| | \| Florianópolis Florianópolis: Avaí Figueirense Criciúma Criciúma: Criciúma Próspera Hercílio Luz Concórdia Brusque Chapecoense Juventus de Jaraguá Marcílio Dias Metropolitano JoinvilleLocalização da sede dos clubes no estado. \| |                          |
| Juventus de Jaraguá | Marcílio Dias | Metropolitano | Próspera                 |
| João Marcatto | Gigantão das Avenidas | Hermann Aichinger | Heriberto Hülse          |
| Capacidade: 10 270 | Capacidade: 6 010 | Capacidade: 6 000 | Capacidade: 19 225       |
| | | |                          |
| Florianópolis Florianópolis: Avaí Figueirense Criciúma Criciúma: Criciúma Próspera Hercílio Luz Concórdia Brusque Chapecoense Juventus de Jaraguá Marcílio Dias Metropolitano JoinvilleLocalização da sede dos clubes no estado. | | |                          |

## Primeira fase
| v d e |

| Pos. | Equipes             | P  | J  | V | E | D | GP | GC | SG  | %  | Classificação ou rebaixamento          |
| ---- | ------------------- | -- | -- | - | - | - | -- | -- | --- | -- | -------------------------------------- |
| 1    | Chapecoense         | 26 | 11 | 8 | 2 | 1 | 23 | 6  | +17 | 77 | Classificados para as quartas de final |
| 2    | Brusque             | 22 | 11 | 6 | 4 | 1 | 19 | 9  | +10 | 63 | Classificados para as quartas de final |
| 3    | Avaí                | 21 | 11 | 6 | 3 | 2 | 10 | 5  | +5  | 60 | Classificados para as quartas de final |
| 4    | Juventus de Jaraguá | 18 | 11 | 5 | 3 | 3 | 16 | 17 | –1  | 50 | Classificados para as quartas de final |
| 5    | Marcílio Dias       | 15 | 11 | 3 | 6 | 2 | 12 | 10 | +2  | 47 | Classificados para as quartas de final |
| 6    | Próspera            | 14 | 11 | 4 | 2 | 5 | 10 | 16 | –6  | 47 | Classificados para as quartas de final |
| 7    | Joinville           | 13 | 11 | 3 | 4 | 4 | 10 | 13 | –3  | 43 | Classificados para as quartas de final |
| 8    | Figueirense         | 11 | 11 | 2 | 5 | 4 | 12 | 11 | +1  | 33 | Classificados para as quartas de final |
| 9    | Concórdia           | 10 | 11 | 2 | 4 | 5 | 11 | 15 | –4  | 33 |                                        |
| 10   | Hercílio Luz        | 9a | 11 | 3 | 3 | 5 | 12 | 18 | –6  | 36 |                                        |
| 11   | Criciúma            | 8  | 11 | 1 | 5 | 5 | 6  | 10 | –4  | 27 | Rebaixados à Série B de 2022           |
| 12   | Metropolitano       | 6  | 11 | 1 | 3 | 7 | 8  | 19 | –11 | 20 | Rebaixados à Série B de 2022           |

aO Hercílio Luz foi punido com a perda de 3 pontos pela escalação irregular de atleta suspenso. Antes da decisão do TJD, a equipe havia disputado as quartas de final contra a Chapecoense e empatado em 0x0 o primeiro jogo e perdido por 1x0 o segundo.

### Confrontos
|               | AVA | BRU | CHA | CON | CRI | FIG | HER | JOI | JUV | MDI | MET | PRO |
| ------------- | --- | --- | --- | --- | --- | --- | --- | --- | --- | --- | --- | --- |
| Avaí          | —   |     |     | 0–0 |     | 1–0 | 2–0 | 1–0 | 2–0 | 0–0 |     |     |
| Brusque       | 2–0 | —   |     |     |     | 2–2 | 2–1 |     | 4–0 |     | 1–0 | 3–1 |
| Chapecoense   | 2–1 | 0–0 | —   |     |     |     | 0–1 |     | 2–0 |     | 5–0 | 3–1 |
| Concórdia     |     | 2–1 | 0–2 | —   | 0–0 |     |     |     |     |     | 1–3 | 4–0 |
| Criciúma      | 0–1 | 2–2 | 0–1 |     | —   |     | 1–1 |     |     |     | 2–0 | 0–1 |
| Figueirense   |     |     | 1–3 | 3–0 | 0–0 | —   | 3–0 | 1–1 |     | 0–0 |     |     |
| Hercílio Luz  |     |     |     | 0–0 |     |     | —   | 4–3 |     | 1–0 | 2–2 | 2–3 |
| Joinville     |     | 0–0 | 0–3 | 1–1 | 1–0 |     |     | —   |     | 0–0 |     |     |
| Juventus-SC   |     |     |     | 2–1 | 2–0 | 3–2 | 2–0 | 3–2 | —   | 1–1 |     |     |
| Marcílio Dias |     | 1–2 | 2–2 | 3–2 | 1–1 |     |     |     |     | —   |     | 2–0 |
| Metropolitano | 0–1 |     |     |     |     | 0–0 |     | 0–1 | 3–3 | 0–1 | —   |     |
| Próspera      | 1–1 |     |     |     |     | 1–0 |     | 0–1 | 1–1 |     | 2–0 | —   |

| Vitória do mandante Vitória do visitante Empate | Em negrito os jogos "clássicos". |

## Fase final
Em itálico, as equipes que disputarão a primeira partida como mandante. Em negrito, as equipes classificadas.
|  | Quartas de final         | Quartas de final         | Quartas de final         | Quartas de final         |   |             | Semifinais     | Semifinais     | Semifinais     | Semifinais     |  |             | Final           | Final           | Final           | Final           |  |  |
|  | 25 de abril a 12 de maio | 25 de abril a 12 de maio | 25 de abril a 12 de maio | 25 de abril a 12 de maio |   |             | 2 a 19 de maio | 2 a 19 de maio | 2 a 19 de maio | 2 a 19 de maio |  |             | 23 a 26 de maio | 23 a 26 de maio | 23 a 26 de maio | 23 a 26 de maio |  |  |
|  |                          |                          |                          |                          |   |             |                |                |                |                |  |             |                 |                 |                 |                 |  |  |
|  | Chapecoense              | 1                        | 2                        | 3                        |   |             |                |                |                |                |  |             |                 |                 |                 |                 |  |  |
|  | Figueirense              | 3                        | 0                        | 3                        |   |             |                |                |                |                |  |             |                 |                 |                 |                 |  |  |
|  | Figueirense              | 3                        | 0                        | 3                        |   | Chapecoense | 4              | 1              | 5              |                |  |             |                 |                 |                 |                 |  |  |
|  |                          |                          |                          |                          |   | Chapecoense | 4              | 1              | 5              |                |  |             |                 |                 |                 |                 |  |  |
|  |                          | Marcílio Dias            | 1                        | 1                        | 2 |             |                |                |                |                |  |             |                 |                 |                 |                 |  |  |
|  | Juventus de Jaraguá      | Marcílio Dias            | 1                        | 1                        | 2 | 0           | 0              | 0              |                |                |  |             |                 |                 |                 |                 |  |  |
|  | Juventus de Jaraguá      |                          |                          |                          |   | 0           | 0              | 0              |                |                |  |             |                 |                 |                 |                 |  |  |
|  | Marcílio Dias            | 1                        | 1                        | 2                        |   |             |                |                |                |                |  |             |                 |                 |                 |                 |  |  |
|  | Marcílio Dias            | 1                        | 1                        | 2                        |   |             |                |                |                |                |  | Chapecoense | 1               | 1               | 2               |                 |  |  |
|  |                          |                          |                          |                          |   |             |                |                |                |                |  | Chapecoense | 1               | 1               | 2               |                 |  |  |
|  |                          | Avaí                     | 2                        | 1                        | 3 |             |                |                |                |                |  |             |                 |                 |                 |                 |  |  |
|  | Brusque                  | Avaí                     | 2                        | 1                        | 3 | 2           | 1              | 3              |                |                |  |             |                 |                 |                 |                 |  |  |
|  | Brusque                  |                          |                          |                          |   | 2           | 1              | 3              |                |                |  |             |                 |                 |                 |                 |  |  |
|  | Joinville                | 2                        | 0                        | 2                        |   |             |                |                |                |                |  |             |                 |                 |                 |                 |  |  |
|  | Joinville                | 2                        | 0                        | 2                        |   | Brusque     | 0              | 0              | 0              |                |  |             |                 |                 |                 |                 |  |  |
|  |                          |                          |                          |                          |   | Brusque     | 0              | 0              | 0              |                |  |             |                 |                 |                 |                 |  |  |
|  |                          | Avaí                     | 0                        | 1                        | 1 |             |                |                |                |                |  |             |                 |                 |                 |                 |  |  |
|  | Avaí                     | Avaí                     | 0                        | 1                        | 1 | 1           | 2              | 3              |                |                |  |             |                 |                 |                 |                 |  |  |
|  | Avaí                     |                          |                          |                          |   | 1           | 2              | 3              |                |                |  |             |                 |                 |                 |                 |  |  |
|  | Próspera                 | 0                        | 1                        | 1                        |   |             |                |                |                |                |  |             |                 |                 |                 |                 |  |  |

## Final

### Partida de ida
| 23 de maio | Avaí                                | 2 − 1  | Chapecoense        | Ressacada, Florianópolis                                          |
| 16:00      | Lourenço 64' · Vinícius Leite 90+3' | Súmula | 77' Anderson Leite | Público: Portões fechados Árbitro: SC Luiz Augusto Silveira Tisne |

| Avaí | Chapecoense |

### Partida de volta
| 26 de maio | Chapecoense   | 1 − 1  | Avaí         | Arena Condá, Chapecó                                    |
| 16:00      | Perotti 90+5' | Súmula | 69' Giovanni | Público: Portões fechados Árbitro: SC Ramon Abatti Abel |

| Chapecoense | Avaí |

## Premiação
| Campeão da Série A do Campeonato Catarinense de 2021 |
| Florianópolis                                        |
| ---------------------------------------------------- |
| Avaí Campeão (18º título)                            |

## Artilharia
| Gols | Jogador         | Time                |
| ---- | --------------- | ------------------- |
| 15   | Pedro Perotti   | Chapecoense         |
| 7    | Thiago Alagoano | Brusque             |
| 6    | Júnior Pirambu  | Brusque             |
| 4    | Alan Grafite    | Concórdia           |
| 4    | Anselmo Ramon   | Chapecoense         |
| 4    | Daniel Bahia    | Metropolitano       |
| 4    | David Batista   | Marcílio Dias       |
| 4    | Fabinho         | Juventus de Jaraguá |
| 4    | Thiago          | Joinville           |
| 4    | Zé Vitor        | Marcílio Dias       |

## Públicos
O Campeonato foi realizado sem a presença de público devido a pandemia de COVID-19.

## Classificação geral
Os dois times mais bem colocados (campeão e vice-campeão) se classificam para a Copa do Brasil de 2022, enquanto os 3 melhores colocados que não tinham vaga garantida em nenhuma divisão do Campeonato Brasileiro se classificam para a Série D de 2022. Os dois últimos colocados disputarão a Série B do Campeonato Catarinense de 2022. Os demais times serão mantidos na Série A do torneio para a próxima temporada.

## Técnicos
| Equipe        | Técnico                                                                            |
| ------------- | ---------------------------------------------------------------------------------- |
| Avaí          | Claudinei Oliveira (1ª—)                                                           |
| Brusque       | Jerson Testoni (1ª—)                                                               |
| Chapecoense   | Umberto Louzer (1ª—9ª) Felipe Endres (Interino) (10ª—11ª) Mozart Santos (Quartas—) |
| Criciúma      | Hemerson Maria (1ª—7ª) Wilsão (Interino) (8ª—)                                     |
| Concórdia     | Emerson Cris (1ª—)                                                                 |
| Figueirense   | Jorginho (1ª—)                                                                     |
| Hercílio Luz  | Marcelo Caranhato (1ª-8ª) Tom (Interino) (9ª—)                                     |
| Joinville     | Vinícius Eutrópio (1ª—11ª) Elizeu Ferreira (Interino) (Quartas—)                   |
| Juventus      | Raul Cabral (1ª—3ª) Pingo (4ª—)                                                    |
| Marcílio Dias | Teco (1ª—)                                                                         |
| Metropolitano | Dyego Coelho (1ª—4ª) Paulo Massaro (5ª—)                                           |
| Próspera      | Paulo Baier (1ª—)                                                                  |

### Mudança de Técnicos
| Clube               | Antecessor        | Motivo     | Data        | Última partida                       | Rod | Pos | Sucessor                   | Ref.          |
| ------------------- | ----------------- | ---------- | ----------- | ------------------------------------ | --- | --- | -------------------------- | ------------- |
| Juventus de Jaraguá | Raul Cabral       | Demitido   | 5 de março  | Juventus de Jaraguá 2–0 Hercílio Luz | 3ª  | 2°  | Pingo                      | [ 11 ] [ 12 ] |
| Metropolitano       | Dyego Coelho      | Demitido   | 22 de março | Próspera 2–0 Metropolitano           | 4ª  | 12° | Paulo Massaro              | [ 13 ] [ 14 ] |
| Criciúma            | Hemerson Maria    | Demitido   | 31 de março | Criciúma 0–1 Próspera                | 7ª  | 12° | Wilsão (Interino)          | [ 15 ] [ 16 ] |
| Hercílio Luz        | Marcelo Caranhato | Demitido   | 6 de abril  | Hercílio Luz 0–0 Concórdia           | 8ª  | 9°  | Tom (Interino)             | [ 17 ]        |
| Chapecoense         | Umberto Louzer    | Resignado  | 14 de abril | Chapecoense 3–1 Próspera             | 9ª  | 1°  | Felipe Endres (Interino)   | [ 18 ]        |
| Chapecoense         | Felipe Endres     | Remanejado | 18 de abril | Chapecoense 5–0 Metropolitano        | 11ª | 1°  | Mozart Santos              | [ 19 ]        |
| Joinville           | Vinícius Eutrópio | Demitido   | 22 de abril | Hercílio Luz 4–3 Joinville           | 11ª | 7°  | Elizeu Ferreira (Interino) | [ 20 ]        |

## Transmissão
A NSC TV (afiliada da Rede Globo) detém todos os direitos de transmissão para a temporada de 2021 pela TV aberta.
A TV Walter Abrahão chegou a adquirir os direitos do campeonato e transmitir um jogo por rodada, mas em 05 de abril, a emissora perdeu os direitos por não pagar o valor pedido pelos clubes.
A TV NSports, um canal de streaming, também transmitirá os jogos do Campeonato Catarinense. Todos os jogos da primeira fase estão confirmados com transmissão, alguns no site FutebolCatarinense.tv.

### Jogos transmitidos pela NSC TV
- 4ª rodada - Figueirense 0–0 Criciúma - 21 de março (Dom) - 16:00
- 5ª rodada - Avaí 1–0 Joinville - 7 de abril (Qua) - 21:30
- 6ª rodada - Figueirense 1–3 Chapecoense - 28 de março (Dom) - 16:00
- 7ª rodada - Chapecoense 0–0 Brusque - 31 de março (Qua) - 22:00
- 8ª rodada - Brusque 2–2 Figueirense - 8 de março (Dom) - 16:00
- 9ª rodada - Figueirense 1–1 Joinville - 11 de abril (Dom) - 16:00
- 10ª rodada - Avaí 2–0 Hercílio Luz - 18 de abril (Dom) - 16:00
- Quartas de final (ida) - Hercílio Luz 0–0 Chapecoense - 25 de abril (Dom) - 16:00 **
- Semifinal (ida) Avaí  0–0 Brusque - 2 de maio (Dom) - 16:00
- Quartas de final (ida) - Figueirense 3–1 Chapecoense - 10 de maio (Dom) - 16:00
- Semifinal (ida) Marcílio Dias – Chapecoense - 16 de maio (Dom) - 16:00
- Final (ida) Avaí 2–1 Chapecoense - 23 de maio (Dom) - 16:00
- Final (volta) Chapecoense 1–1 Avaí - 26 de maio (Qua) - 16:00

### Transmissões por clubes
| Clube        | Total |
| ------------ | ----- |
| Chapecoense  | 6     |
| Avaí         | 5     |
| Figueirense  | 5     |
| Brusque      | 3     |
| Hercílio Luz | 2     |
| Joinville    | 2     |
| Criciúma     | 1     |

## Seleção do Campeonato Catarinense
Seleção “Top da Bola” do Campeonato Catarinense
| Pos. | Nome               | Clube       |
| ---- | ------------------ | ----------- |
| G    | Glédson            | Avaí        |
| LD   | Edílson            | Avaí        |
| Z    | Betão              | Avaí        |
| Z    | Ianson             | Brusque     |
| LE   | Busanello          | Chapecoense |
| V    | Anderson Leite     | Chapecoense |
| V    | Bruno Silva        | Avaí        |
| M    | Thiago Alagoano    | Brusque     |
| M    | Valdívia           | Avaí        |
| A    | Anselmo Ramon      | Chapecoense |
| A    | Perotti            | Chapecoense |
| T    | Claudinei Oliveira | Avaí        |

| Prêmio               | Nome                  | Clube       |
| -------------------- | --------------------- | ----------- |
| Craque do Campeonato | Perotti               | Chapecoense |
| Jogador revelação    | Tiago Coser           | Chapecoense |
| Árbitro              | Ramon Abatti Abel     | FCF         |
| Assistente           | Helton Nunes          | FCF         |
| Assistente           | Thiago Labes          | FCF         |
| Dirigente do Ano     | Francisco Battistotti | Avaí        |